# Corinne Fontaine
Corinne Fontaine (...) è un'attrice italiana.
Attrice conosciuta per il film Barbarella (1968) diretto da Roger Vadim e L'ultima preda del vampiro (1960) diretto da Piero Regnoli.

## Filmografia
- L'ultima preda del vampiro, regia di Piero Regnoli (1960)
- Sexy proibitissimo, regia di Marcello Martinelli (1963)
- Totòsexy, regia di Mario Amendola (1963)
- Medico e fidanzata, episodio di Gli imbroglioni, regia di Lucio Fulci (1963)
- Scanzonatissimo, regia di Dino Verde (1963)
- I marziani hanno 12 mani, regia di Castellano e Pipolo (1964)
- Asso di picche - Operazione controspionaggio, regia di Nick Nostro (1965)
- James Tont operazione U.N.O., regia di Bruno Corbucci e Giovanni Grimaldi (1965)
- I diafanoidi vengono da Marte, regia di Antonio Margheriti (1966)
- 7 donne d'oro contro due 07, regia di Vincenzo Cascino (1966)
- 2 once di piombo, regia di Maurizio Lucidi (1966)
- Una sera come le altre, episodio di Le streghe, regia di Vittorio De Sica (1967)
- Quarta parete, regia di Adriano Bolzoni (1968)
- Un buco in fronte, regia di Giuseppe Vari (1968)
- Barbarella, regia di Roger Vadim (1968)
- El "Che" Guevara, regia di Paolo Heusch (1969)